# San Jerónimo de la Caridad (título cardenalicio)
San Jerónimo de la Caridad es un título cardenalicio diaconal de la Iglesia Católica. Fue instituido por el papa Pablo VI en 1965 con la constitución apostólica Cum antiquissimi tituli.

## Titulares
- Giulio Bevilacqua (25 de febrero de 1965 - 6 de mayo de 1965)
- Antonio Riberi; título presbiteral pro illa vice (26 de junio de 1967 - 16 de diciembre de 1967)
- Paolo Bertoli (28 de abril de 1969 - 5 de marzo de 1973)
- Pietro Palazzini (12 de diciembre de 1974 - 2 de febrero de 1983); título presbiteral pro illa vice (2 de febrero de 1983 - 11 de octubre de 2000)
- Jorge María Mejía (21 de febrero de 2001 - 21 de febrero de 2011); título presbiteral pro illa vice (21 de febrero de 2011 - 9 de diciembre de 2014)
- Miguel Ángel Ayuso Guixot (5 de octubre de 2019 - 25 de noviembre de 2024)